# Bernhard Horwitz
Bernhard Horwitz (ur. 10 maja 1807 w Neustrelitz, zm. 29 sierpnia 1885 w Londynie) – niemiecki szachista, autor książek i twórca kompozycji szachowych.

## Kariera szachowa
Studiował w Berlinie sztuki piękne. Od 1837 do 1843 roku był jednym z siedmiu młodych szachistów, którzy należeli do Berlińskiej Plejady. W 1845 roku przeniósł się do Londynu, gdzie mieszkali najwięksi ówcześni szachowi mistrzowie. W 1846 roku przegrał mecz z mistrzem z Paryża Lionelem Kieseritzkym 4½ – 7½. W tym samym roku rozegrał mecz z najsilniejszym wówczas angielskim szachistą, Howardem Stauntonem, przegrywając wysoko 8½ – 15½. Przegrał również dwa mecze z Danielem Harrwitzem 5½ – 6½ (1846) i 7 – 8 (1849).
W 1851 roku Horwitz pokonał w meczu Henry'ego Birda. W tym samym roku odbył się pierwszy międzynarodowy turniej szachowy w Londynie. Horwitz w pierwszej rundzie ponownie pokonał Birda, jednak później został wyeliminowany przez Stauntona. Również w 1851 roku Horwitz wraz z Josefem Klingiem, także przybyłym z Niemiec do Londynu, wydali Chess Studies and End-Games (Szachowe studia i końcówki) – książkę, która doczekała się wielu wznowień.
Według retrospektywnego systemu Chessmetrics, najwyżej sklasyfikowany był w marcu 1846 r., zajmował wówczas 3. miejsce na świecie.